# Parco marino di S. Maria di Castellabate
Parco marino di S. Maria di Castellabate este o arie protejată (arie specială de conservare — SAC, sit de importanță comunitară — SCI, arie de protecție specială avifaunistică — SPA) din Italia întinsă pe o suprafață de 5.019 ha, integral pe uscat.

## Localizare
Centrul sitului Parco marino di S. Maria di Castellabate este situat la coordonatele 40°17′00″N 14°55′04″E / 40.283333°N 14.917778°E.

## Înființare
Situl Parco marino di S. Maria di Castellabate a fost declarat sit de importanță comunitară în mai 1995 pentru a proteja 14 specii de animale. Alte tipuri de protecție:
- arie de protecție specială avifaunistică (în aprilie 2004)[3]
- arie specială de conservare (în mai 2019)[2][4][5]

## Biodiversitate
Situată în ecoregiunea mediteraneană, aria protejată conține 4 habitate naturale: Faleze cu vegetație de Limonium spp. endemic de pe coastele mediteraneene, Bancuri de nisip acoperite în permanență slab de apă marină, Recifuri, Straturi cu Posidonia (Posidonion oceanicae).
La baza desemnării sitului se află mai multe specii protejate:
- păsări (12): Calonectris diomedea, chirighiță neagră (Chlidonias niger), erete de stuf (Circus aeruginosus), Larus argentatus, Larus audouinii, pescăruș sur (Larus canus), pescăruș negricios (Larus fuscus), Larus genei, pescăruș râzător (Larus ridibundus), Mergus serrator, Phalacrocorax carbo sinensis, chiră de mare (Thalasseus sandvicensis)
- mamifere (1): delfin mare (Tursiops truncatus)
- pești (1): Alosa fallax

Pe lângă speciile protejate, pe teritoriul sitului au mai fost identificate 1 specie de plante, 4 specii de nevertebrate, 2 specii de pești, 1 specie de reptile.